# Бићу ту
Бићу ту је песма коју је српски извођач Гру снимио за свој други студијски албум Гру 2. Албум продат је у 4 милиона примерака, што га чини комерцијално најуспешнијим албумом на Балкану. Песма је била на првом месту у Србији 1996. 7 узастопних недеља, ау Црној Гори 5 недеља. Бићу ту је освојио Оскара популарности у категорији најбољих синглова.
Снимљен је у Студију Пуж. Продуцирали су Андонов и музичар Марко Кон. Написали су Андонов и Леонтина Вукомановић. Због песме која је Груа уздигла до изражаја у источној Европи, песма се сматра његовом препознатљивом песмом.

## Спот
Бићу ту је, у складу са својим текстом, пропраћен и провокативним спотом, у режији Дејана Иванковића и Срђана Бабовића. Видео почиње тако што Андонов игра кошарку у свом дворишту поред Нигора, Марка Кона, Владимира Илића и Скај Виклера. Андонов је касније приказан у својој дневној соби, како пије лимунаду, близу свог фиксног телефона, зове проститутку. Одједном, 5 проститутки су позване у дневну собу Андонова, које играју и певају. Проститутке су тумачиле манекенке Синди, које су касније репризирале своју улогу у споту Бићу ту (20 година касније).

## Бићу ту / 20 година касније
Бићу ту / 20 година касније је обрада песме објављене 2015. У синглу наступа хип-хоп уметник Газда Паја, који је заменио Леонтину. Музички спот је продуцирао IDJ Videos.

## Списак песама
1. "Бићу ту" (Радио верзија) – 4:20
2. Бићу ту (Radio Club Remix) – 3:45
3. Бићу ту (инструментал) – 3:17

## Признања
| Година | Издавач  | Држава | Листа                                    | Ранг |
| ------ | -------- | ------ | ---------------------------------------- | ---- |
| 2000   | Блиц     | Србија | „Топ 10 најбољих балканских реп песама“  | 1    |
| 2004   | Курир    | Србија | „Топ 10 најбољих српских хип-хоп песама“ | 1    |
| 2012   | Недељник | Србија | „10 најбољих хип-хоп класика“            | 4    |